# Try (rugby)

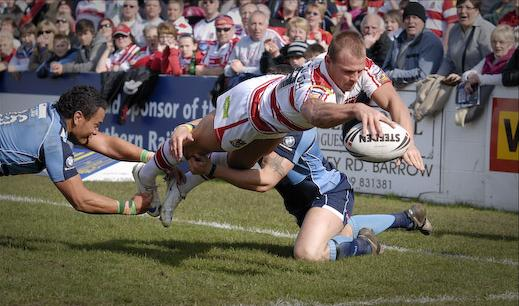
Shaun Ainscough mergulha para marcar um try na Challenge Cup de 2009, pelos Wigan Warriors em vitória sobre os Barrow Raiders.

Try ou ensaio é uma forma de marcar pontos no rugby, o try é marcado quando o jogador encosta a bola no chão na área do in-goal adversário, se a bola cair ou não for encostada não vale pontos. Sempre após o try a equipe tem direito a uma conversão. No rugby union e no rugby sevens o try vale 5 pontos, no rugby league vale 4 pontos.
O termo em inglês utilizado vem da frase "try at goal". No futebol americano, o touchdown é derivado do try.